# Portugal Continental

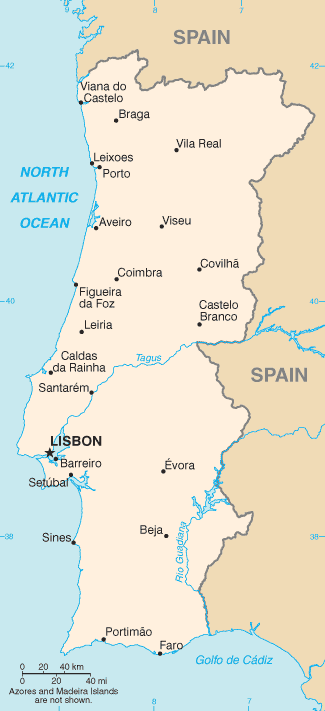
Een kaart van Portugal Continental

Portugal Continental (Nederlands: Continentaal Portugal) of vasteland van Portugal zijn termen die worden gebruikt voor het grootste deel van de Portugese Republiek, namelijk dat deel op het Iberisch schiereiland en dus op het vasteland van Europa; met ongeveer 95% van de totale bevolking en 96,6% van het territorium van het land. Het vasteland van Portugal wordt daarom gewoonlijk 'o continente' genoemd door inwoners van de archipels van de Azoren en Madeira.
Vóór 1975, toen het Portugese grondgebied zich ook uitstrekte tot verschillende nu onafhankelijke staten in Afrika, werd ook de aanduiding metropool (Portugees: metrópole) gebruikt.